# 니더로트링겐 공국
니더로트링겐 공국(독일어: Herzogtum Niederlothringen)은 959년 건국된 독일 왕국의 부족공국으로, 오늘날 네덜란드 전역, 벨기에 전역, 룩셈부르크 전역, 독일 라인란트 지방과 프랑스 오드프랑스 지방에 걸쳐 있던 옛 국가였다.
'니더로트링겐'은 독일어로 로타링기아 지방의 하류지대라는 뜻으로 하로트링겐, 북로트링겐이라고도 부른다. 로렌 공국의 국명을 의식하여 프랑스어 지명을 따와 하로렌, 북로렌이라고도 하며, 네덜란드어로는 네더로타링언(네덜란드어: Neder-Lotharingen)라고 부른다. 한편 니더로트링겐 공국의 작위 명칭은 로티어 공작 (Lothier)이라고 불렀다.

## 역사
855년 중프랑크 왕국의 로타리우스 2세가 물려받은 로타링기아 왕국으로부터 처음 떨어져 나왔다. 로타링기아 왕국은 9세기 후반 들어 분열되었다가 880년 루도비쿠스 3세 시절 리베몽 조약이 체결되면서 재통합을 이루었다. 911년 동프랑크 국왕 루도비쿠스 4세가 사망하자 카롤루스 3세가 다스리던 서프랑크 왕국으로 편입되었으며, 이후 공작위가 수여되어 공국으로 거듭났다. 925년경 기셀베르투스 공작은 독일왕 하인리히 1세에게 다시 충성을 맹세하였으며 프랑스 라둘푸스 1세는 공작의 마음을 되돌리지 못했다. 이 때부터 로트링겐 공국은 독일 왕국의 핵심 공국으로 남게 되었으며 중세 시대에도 프랑스와의 국경은 변하지 않았다.
959년 독일 국왕 하인리히의 아들 브루노 대공은 로트링겐을 니더로트링겐과 오베어로트링겐 (하로트링겐 / 상로트링겐)의 두 공작령으로 나누고 몬스 백작 고트프리트를 니더로트링겐 공작으로 임명하였다. 고트프리드의 봉토는 로트링겐 북부 라인강 하류지대에, 오베어로트링겐은 로트링겐 남부 라인강 상류지대에 해당되어 이러한 지명이 붙었다. 두 공작령은 962년 브루노의 형 오토 1세가 신성 로마 제국을 세운 이래 서부 변방지대에 속하게 되었다.
이후 니더로트링겐과 오베어로트링겐의 두 공작령은 서로 다른 역사를 이어나갔다. 니더로트링겐은 고트프리트의 아들 리하르 (Richar)가 사망한 이래 황제의 직접통치령이 되었다가 977년 오토 2세 황제가 프랑스왕 로테르의 남동생 카롤루스를 니더로트링겐 공작에 임명하였다. 1033년 고텔로 1세 시기에는 두 공작력이 다시 한번 통합되기도 하였으나 1044년에 도로 분리되었다. 이 때 이후로 니더로트링겐 공국은 별달리 주목받지 못하는 신세가 되었으며 그 대신 오베어로트링겐 공국이 '로트링겐 공국'으로 불리우면서 이후의 로렌 공국으로 역사가 이어지게 되었다.
세월이 흐르며 니더로트링겐 공국은 공작의 위세가 사그러들었을 뿐만 아니라 황제 하인리히 4세와 하인리히 5세 간의 갈등에 휩싸이기도 하였다. 1100년 하인리히 4세가 공작령을 다스리던 림뷔르흐 백작 하인리히를 축출한 데 이어, 하인리히 5세가 아버지의 퇴위를 강요한 다음 루뱅 백작 고트프리트 1세를 후임 공작에 임명한 것이다. 1190년 고트프리드 3세 공작이 사망하자, 슈베비슈할 (Schwäbisch Hall)에서 소집된 의회에서 황제 하인리히 6세는 고트프리드 3세의 아들이었던 브라반트 공작 하인리히 1세에게 공국의 봉토를 넘긴다는 결정을 내렸다. 이로서 니더로트링겐 공국은 봉토를 완전히 상실한 채 역사 속으로 사라졌으며, 작위 자체는 브라반트 공작의 소유로 넘어간 영지에 한정하여 '로티어 공작' (로트리크 공작)이라는 명목상의 작위로 남게 되었다.

## 계승국
니더로트링겐 공국이 역사 속으로 사라진 이래 그곳에 속해 있던 여러 봉토는 일대 지역의 제국자유령에 속하게 되었다. 대표적인 계승국은 다음과 같다.
- 쾰른 선제후국
- 리에주 주교후국
- 위트레흐트 주교후국
- 캉브레 주교후국
- 림뷔르흐 공국
- 헬러 백국 (테이스테르반트 포함)
- 에나메 후국 (훗날 제국령 플란데런 / 알스트 백국)
- 율리히 백국
- 나뮈르 백국
- 클레베 백국
- 에노 백국 (발랑시엔 후국과 베르겐 백국 포함)
- 홀란트 백국
- 베르크 백국
- 론 백국
- 호른 백국

니더로트링겐의 작위인 로티어 공작을 칭했던 계승국은 다음과 같다.
- 안트베르펜 변경백
- 뢰번 백국과 브뤼셀
- 브라반트 공국

## 같이 보기
- 로렌 공국
- 로렌의 통치자 목록